# 金伯拉蟲
金伯拉蟲屬是一個位在兩側對稱動物底下的屬，僅在埃迪卡拉紀時期的岩層中發現，現已滅絕。這種類似蛞蝓的生物通過刮食其棲息地表面的微生物維生，其進食方式與腹足類軟體動物相似，儘管它與這一類群的親緣關係尚有爭議。
第一個金伯拉蟲的標本是在澳大利亚的埃迪卡拉山發現的，但最近對其的研究大多聚焦在俄羅斯白海附近所發掘的更多新樣本上，這些化石的存在年代涵蓋了5.55億至5.58億年前的時間段。如同這一時期的許多其他化石，金伯拉蟲與其他生物間的演化關係也備受爭議。古生物學家最初將金伯拉蟲歸類為立方水母綱，但自1997年以來，其解剖學特徵及其划痕與腹足類齒舌食痕的相似性顯示它可能是軟體動物，儘管一些古生物學家對此持懷疑態度，但普遍認為它至少屬於兩側對稱動物。
金伯拉蟲的分類歸屬對於寒武紀大爆發的認知具有重要意義：如果它是軟體動物，或者至少是原口動物，則這將意味著腎管動物下的兩大主要演化支（原口動物及後口動物）早在5.55億年前就已經明顯分化；如果它是兩側對稱動物，則表明動物在寒武紀之前便已有相當程度的輻射演化。

## 命名
1966年，馬丁·弗里茨·格萊斯納（Martin Fritz Glaessner）和瑪麗·朱莉婭·韋德（Mary Julia Wade）命名此物種為「Kimberia」，該名是紀念約翰·金伯（John Kimber），他是一位學生、教師和收藏家，在1964年於澳大利亞中部考察時身亡。1972年，瑪麗·朱莉婭·韋德發現「Kimberia」與錐螺屬的亞屬（Kimberia）同名，而改成「Kimberella」。